# 死に至る病

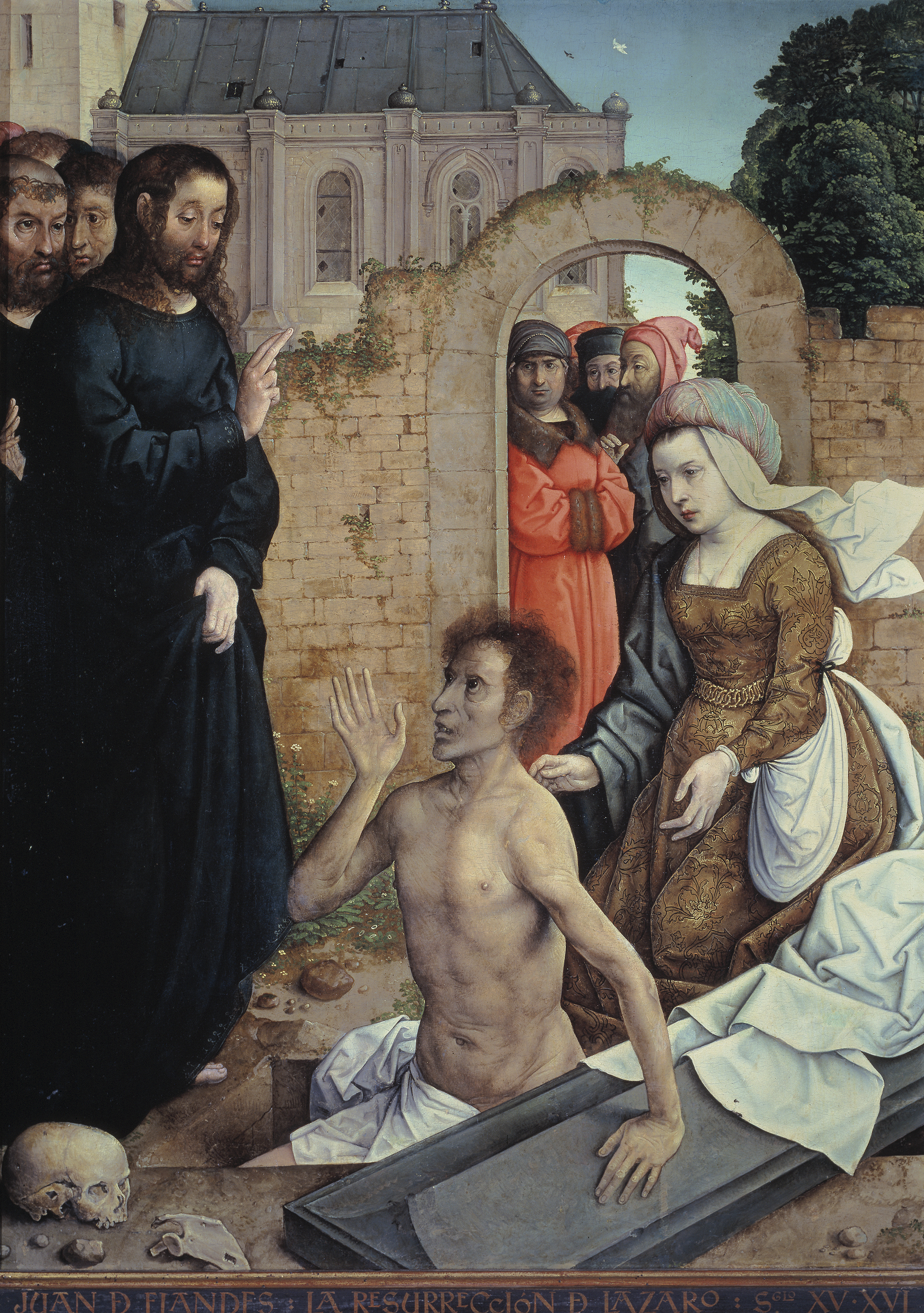
「ラザロの蘇生」（画:フアン・デ・フランデス）

『死に至る病』（しにいたるやまい、デンマーク語: Sygdommen til Døden）は、1849年にコペンハーゲンで出版されたデンマークの哲学者、思想家セーレン・キェルケゴールの哲学書。副題は「教化と覚醒のためのキリスト教的、心理学的論述」。キェルケゴールはアンティ＝クリマクス（Anti-Climacus）と言う偽名を用いて本書を出版した。
題名の「死に至る病」とは新約聖書『ヨハネによる福音書』第11章4節から引用されているイエス・キリストが、病気で死んだ友人ラザロを蘇生させた際に「この病は死に至らず」と述べたことに由来し、即ち絶望を意味する。そのためここで扱われる「絶望」の意味は日常的に使われるものと大きく異なる。
第一部「死に至る病とは絶望である」、第二部は「絶望とは罪である」の2部構成であり、ドイツの哲学者ゲオルク・ヴィルヘルム・フリードリヒ・ヘーゲルを頂点とする近代の理性主義を批判した著書として名高い。

## 内容
『死に至る病』は、キェルケゴールによって著された著書だが、1849年の刊行当時はアンティ＝クリマクス（Anti-Climacus）と言う偽名を用いて発行された。
出だしは新約聖書『ヨハネによる福音書』第11章4節で引用されている「この病は死に至らず」の話を紹介する文章から始まり、「死に至る病とは絶望である」と「絶望とは罪である」の二部で構成される。
本書でキェルケゴールは、死に至らない病が希望に繋がる事に対して死に至る病は絶望であると述べ、絶望とは自己の喪失であるとも述べている。しかし、この自己の喪失は自己のみならず神との関係を喪失した事となり、絶望は罪であるとしている。そして人間は真のキリスト教徒ではない限り、自分自身が絶望について意識している、していないに関わらず実は人間は絶望しているのだと説いている。
その絶望は、本来の自己の姿を知らない無自覚の状態から始まり、更に絶望が深まると「真に自己」であろうとするか否かと言った自覚的な絶望に至る。絶望が絶望を呼び、むしろ絶望の深化が「真の自己」に至る道であるとしている。
第二部では絶望は罪と説いており、この病の対処法としてキリスト教の信仰を挙げ、神の前に自己を捨てることが信仰であり、病の回復に繋がるとしている。
また、人間が起こす躓きは大きく三段階に分けられるとしており、
- 信じもしないが判断も下されない段階
- キリストを無視し得ないが、信じることもできない段階
- キリストを否認する段階

キェルケゴールはこの三段階が決定的な死に至る病であると述べている。

## 著書

### 日本語訳
- 斎藤信治訳『死に至る病』（岩波文庫、1939年）ISBN 978-4003363539
  - 改版、1957年
  - 改版、2010年
- 桝田啓三郎訳『死に至る病、現代の批判』（中央公論新社・中公クラシックス、2003年）ISBN 978-4121600547
  - 『死にいたる病』（筑摩書房・ちくま学芸文庫、1996年）
- 松浪信三郎・飯島宗享訳『死に至る病 現代の批判』（白水社・白水Ｕブックス、2008年）ISBN 978-4560720998
- 鈴木祐丞訳『死に至る病』（講談社学術文庫、2017年）

## その他への影響
- ポーランドの作曲家トマシュ・シコルスキ（英語版）はキェルケゴールの著書の影響を受けて作曲した。
- アニメ『新世紀エヴァンゲリオン』においてエピソード16話の題名である「死に至る病、そして」は本書に由来する。
- 朝田光著作、瀬口たかひろイラストの漫画『死に至る病』の題名は本書に由来する[13]。
- 我孫子武丸のホラー小説『殺戮にいたる病』のタイトルは「死に至る病」から来ているが内容はほぼ無関係である。
- バラエティ・アートワークス編『まんがで読破 死に至る病』（イースト・プレス（まんがで読破シリーズ）、2009年）ISBN 978-4781600239